# Yanqui U.X.O.
Yanqui U.X.O. é o terceiro álbum de estúdio da banda canadense de post-rock Godspeed You! Black Emperor, lançado em 4 de novembro de 2002 pela Constellation Records. Foi gravado por Steve Albini na Electrical Audio, em Chicago, no final de 2001, e foi o primeiro álbum da banda lançado após a ligeira mudança de nome (passando o ponto de exclamação do "emperor" para o "you"). Sem as suas caraterísticas gravações de campo entrelaçadas e movimentos especificamente nomeados, o álbum foi descrito pela banda como "apenas rock instrumental cru, furioso, dissonante e épico". Pouco depois do seu lançamento, o grupo anunciou um hiato indefinido para que os membros da banda pudessem perseguir diferentes interesses musicais; foi o seu último álbum durante uma década até ao lançamento de Allelujah! Don't Bend! Ascend!, de 2012.

## Antecedentes
Yanqui é a palavra espanhola para ianque. As notas de rodapé também se referem a "Yanqui" como uma "oligarquia corporativa multinacional", enquanto "U.X.O." significa unexploded ordnance, em português "munições não detonadas". A embalagem do álbum contém um diagrama de setas que pretende representar as ligações entre quatro grandes editoras discográficas (AOL Time-Warner, BMG, Sony, Vivendi Universal) e vários fabricantes de armas. Este diagrama acompanhava uma fotografia de bombas a cair. A banda admitiu mais tarde que uma extensão particular do diagrama (nomeadamente a EMI que aparecia no diagrama como uma subsidiária da AOL Time-Warner) estava incorreta.
O álbum foi lançado em CD e em LP vinil duplo. O LP difere do CD em três aspectos. Primeiramente, a composição de duas partes "09-15-00" é composta numa só parte. (As notas do encarte do álbum sugerem que nesta data começou a segunda intifada palestiniana, embora isso seja incorreto). Segundamente, uma faixa "oculta" sem título é adicionada após algum silêncio, de forma semelhante à curta canção "J.L.H. Outro" no lançamento em CD de F♯ A♯ ∞). Esta faixa ulterior consiste num discurso de George W. Bush, com aplausos adicionados. (A faixa também aparece no projeto do membro da banda Aidan Girt, relacionado ao projeto 1-Speed Bike, no álbum de estréia Droopy Butt Begone! (2000) na faixa "The Day that Mauro Ran Over Elwy Yost", bem como na compilação Azadi! (2003), uma obra de beneficência para a Associação Revolucionária das Mulheres do Afeganistão, onde se intitula George Bush Cut Up While Talking). Finalmente, a segunda parte da faixa de duas partes "motherfucker=redeemer" é cerca de cinco minutos mais longa no LP devido a uma abertura ambiente prolongada.
Títulos alternativos comuns para certas peças usadas pela banda em setlists incluem "12-28-99" (que se tornou "09-15-00"), "Tazer Floyd" (tornou-se "Rockets Fall on Rocket Falls"), e "Tiny Silver Hammers" (tornou-se "motherfucker=redeemer").

## Gravação
O álbum foi gravado no estúdio de gravação de Electrical Audio por Steve Albini. O disco foi misturado pela banda e Howard Bilerman (que também fez algumas gravações adicionais) no Hotel2Tango em Montreal, e masterizado por John Loder e Steve Rooke no Abbey Road Studios em Londres, Reino Unido.

## Recepção
| Críticas profissionais | Críticas profissionais |
| Pontuações agregadas   | Pontuações agregadas   |
| Fonte                  | Avaliação              |
| ---------------------- | ---------------------- |
| Metacritic             | 80/100                 |
| Avaliações da crítica  |                        |
| Fonte                  | Avaliação              |
| AllMusic               | [ 11 ]                 |
| Blender                | [ 12 ]                 |
| Drowned in Sound       | 10/10                  |
| The Guardian           | [ 14 ]                 |
| Pitchfork              | 5.6/10                 |
| Q                      | [ 16 ]                 |
| Spin                   | 7/10                   |
| Stylus Magazine        | B+                     |
| Uncut                  | [ 19 ]                 |

Yanqui U.X.O é o disco que mais dividiu a crítica da banda. Enquanto alguns, como Thom Jurek da AllMusic, elogiaram o lançamento como sendo um dos melhores álbuns do grupo, outros, como Ryan Schreiber da Pitchfork, ridicularizaram-no pela sua "lentidão e falta de invenção".
A Playlouder classificou o álbum em 47º lugar na sua lista dos 50 melhores álbuns de 2002.

## Faixas
| Lançamento CD  |                                 |         |  |
| N.º            | Título                          | Duração |  |
| 1.             | "09-15-00"                      | 16:27   |  |
| 2.             | "09-15-00 (cont.)"              | 6:17    |  |
| 3.             | "Rockets Fall on Rocket Falls"  | 20:42   |  |
| 4.             | "motherfucker=redeemer"         | 21:22   |  |
| 5.             | "motherfucker=redeemer (cont.)" | 10:10   |  |
| Duração total: | Duração total:                  | 74:57   |  |

### Edição vinil
| Lado um |            |         |  |
| N.º     | Título     | Duração |  |
| 1.      | "09-15-00" | 22:40   |  |

| Lado dois |                                |         |  |
| N.º       | Título                         | Duração |  |
| 1.        | "Rockets Fall On Rocket Falls" | 20:43   |  |

| Lado três |                         |         |  |
| N.º       | Título                  | Duração |  |
| 1.        | "motherfucker=redeemer" | 21:30   |  |

| Lado quatro |                                                                                     |              |  |
| N.º         | Título                                                                              | Duração      |  |
| 1.          | "motherfucker=redeemer (cont.)" - (Faixa oculta: George Bush Cut Up While Talking)" | 15:45 - 3:40 |  |